# To tylko gra (serial telewizyjny)
To tylko gra – to serial młodzieżowy pokazywany w Polsce dzięki młodzieżowej telewizji ZigZap, opowiada o losach 4 dziewczyn z elitarnej drużyny piłkarskiej Power Strikers, które mimo wielu różnic połączyła miłość do footballu.

## Obsada
- Jessica Williams – Vida Atwood
- Jerad Anderson – Chris Diamico
- Francesca Catalano – Alexa Diamico
- Jessica Sara – Marni Nelson (młoda menadżer drużyny)
- Mallory Low – Freddie Costello
- Katija Pevec – Lauren Zelmer
- Craig Robert Young – Trener Leslie Moore
- Johny Palermo – Evan Ribisi
- Shelley Buckner – Courtney
- Andrea Jimenez – Holly
- Kadeem Hardison – Charles Atwood
- Rinabeth Apostol – Dana Battle
- Shani Pride – Elise Atwood
- Leon G. Thomas III – Ty
- Julian Berlin – Desiree
- Amy Simonelli Briede – Amy Briede

## Spis odcinków
| Premiera odcinka | N/o | Polski tytuł           | Angielski tytuł         |
| ---------------- | --- | ---------------------- | ----------------------- |
|                  |     |                        |                         |
| SERIA PIERWSZA   |     |                        |                         |
|                  |     |                        |                         |
| 30.09.2006       | 01  | Od stóp do głów        | Meet The Power Strikers |
| 07.10.2006       | 02  | Od stóp do głów        | Meet The Power Strikers |
|                  |     |                        |                         |
| 14.10.2006       | 03  | Dobry rozmiar          | The Right Size          |
|                  |     |                        |                         |
| 21.10.2006       | 04  | Kopniak podświadomości | The Freudian Kick       |
|                  |     |                        |                         |
| 28.10.2006       | 05  | Chłopaki też płaczą    | Boys Do Cry             |
|                  |     |                        |                         |
| 04.11.2007       | 06  | Kocham Lucy            | I Love Lucy             |
|                  |     |                        |                         |
| 11.11.2007       | 07  | Chłopaki na bok        | Sisters Before Misters  |
|                  |     |                        |                         |
| 18.11.2007       | 08  | Napięty plan           | Out Of Time             |
|                  |     |                        |                         |
| 25.11.2007       | 09  | Nie jesteśmy rodziną   | We Aren't Family        |
|                  |     |                        |                         |
| 02.12.2006       | 10  | Płaczę kiedy chcę      | I'll Cry If I Want To   |
|                  |     |                        |                         |
| 09.12.2006       | 11  | Odpowiedzialność Alexy | Alexa In Charge         |
|                  |     |                        |                         |
| 16.12.2006       | 12  | Czekając na Fleishmana | Waiting For Fleishman   |
|                  |     |                        |                         |
| 23.12.2006       | 13  | Najdłuższe pasmo       | The Longest Yarn        |
|                  |     |                        |                         |